# Хоккей на траве на летних Олимпийских играх 1984
Соревнования по хоккею на траве на летних Олимпийских играх 1984 года проходили с 29 июля по 14 августа на стадионе «Уэйнгарт» в Лос-Анджелесе.
Во второй раз на Олимпийских играх был разыгран комплект медалей как среди мужских, так и среди женских команд. В мужском турнире участвовали 12 команд, на предварительном этапе разделённые на две группы, по две лучших из каждой продолжали борьбу за медали. Золото впервые с 1968 года выиграла сборная Пакистана. Женщины разыграли медали в круговом турнире. Победительницами впервые стали хоккеистки Нидерландов.

## Медалисты
|         | Золото | Серебро | Бронза |
| Мужчины | Пакистан Вратари · Сиед Гулам Моинуддин · Шахид Али Хан · Полевые игроки · Касим Зия · Насир Али · Абдул Рашид аль-Хасан · Аяз Махмуд · Наим Ахтар · Калимулла Хан · Манзур Хуссейн · Хассан Сардар · Ханиф Хан · Халид Хамид · Таукир Дар · Иштиак Ахмед · Салим Шервани · Муштак Ахмед                                | ФРГ Вратари · Кристиан Бассемир · Тобиас Франк · Полевые игроки · Ули Хенель · Карстен Фишер · Карл-Йоахим Хюртер · Эккхард Шмидт-Оппер · Феликс Крулль · Михаэль Петер · Штефан Блёхер · Андреас Келлер · Томас Рек · Маркку Славик · Томас Гунст · Хайнер Допп · Фолькер Фрид · Дирк Бринкман | Великобритания Вратари · Иан Тейлор · Вериан Паппен · Полевые игроки · Сэм Мартин · Пол Барбер · Боб Кэттралл · Джон Поттер · Ричард Доддс · Билли Макконнелл · Норман Хьюз · Дэвид Уэсткотт · Ричард Леман · Стив Бэтчелор · Шон Керли · Джеймс Дати · Кулбир Бхаура · Марк Прешес |
| Женщины | Нидерланды Вратари · Дет де Бёс · Алетте Пос · Полевые игроки · Маргрит Зегерс · Лаурин Виллемсе · Марьолейн Эйсвогел · Фике Букхорст · Карина Беннинга · Сандра ле Поле · Элсемике Хиллен · Марике ван Дорн · Софи вон Вейлер · Алетта ван Манен · Ирен Хендрикс · Лисетта Севенс · Мартина Охр · Аннелус Ньивенхёйзен | ФРГ Вратари · Сюзи Шмид Улла Тилеман · Полевые игроки · Эльке Дрюлль · Беата Дайнингер · Кристина Мозер · Хелла Рот · Дагмар Бремер · Биргит Хаген · Биргит Хан · Габи Аппель · Андреа Вайерман-Лиц · Коринна Лингнау · Мартина Кох · Габи Шлей · Патриция Отт · Зигрид Ландграф                | США Вратарь · Гвен Чизмен · Полевые игроки · Бет Андерс · Кэти Макгэхи · Анита Миллер · Джина Багги · Крис Ларсон-Мейсон · Бет Беглин · Марси Плейс · Джули Ставер · Дайан Мойер · Шерил Джонсон · Чар Моретт · Карен Шелтон · Бренда Стауффер · Лесли Милн · Джуди Стронг          |

## Результаты

### Мужчины
| 1  | Пакистан       |
| 2  | ФРГ            |
| 3  | Великобритания |
| 4  | Австралия      |
| 5  | Индия          |
| 6  | Нидерланды     |
| 7  | Новая Зеландия |
| 8  | Испания        |
| 9  | Кения          |
| 10 | Канада         |
| 11 | Малайзия       |
| 12 | США            |

### Женщины
| 1 | Нидерланды     |
| 2 | ФРГ            |
| 3 | США            |
| 4 | Австралия      |
| 5 | Канада         |
| 6 | Новая Зеландия |